# Grand Prairie, Texas
Grand Prairie, Texas là một thành phố quận lỵ của quận Dallas, Ellis, Tarrant của bang Texas, Hoa Kỳ. Theo điều tra dân số Hoa Kỳ 2010, thành phố có dân số 175.396 người. Đây là thành phố lớn thứ 133 Hoa Kỳ theo dân số, là thành phố lớn thứ 15 của bang Texas theo dân số. Thành phố có diện tích 72,1 dặm vuông Anh (187 km2), mật độ dân số 2432,7 người/dặm vuông.
Grand Prairie là một phần của khu vực giữa Dallas-Fort Worth Metroplex. Grand Prairie là khu ngoại ô của Dallas và Fort Worth và trong năm 2006 đã có dân số 153.812 người.
Thành phố Grand Prairie ban đầu được thành lập với tên gọi "Dechman" bởi Alexander McRae Dechman vào năm 1863. Dechman, người đã từ Birdville biết được rằng ông có thể kinh doanh bò và toa xe của mình đối với khu vực quận Dallas. Trong năm 1863, Dechman mua 239 ½ mẫu Anh đất ở phía đông của sông Trinity và 100 mẫu Anh (0,40 km2) đất gỗ ở phía tây của sông với giá chỉ ngang với một toa xe bị hỏng.